# Holmes Rolston
Holmes Rolston (pro odlišení od otce a děda stejného jména označovný i Holmes Rolston III; 19. listopadu 1932 – 12. února 2025) byl americký filozof. Absolvoval Edinburskou univerzitu (1958). Věnoval se zejména etice životního prostředí a vztahu mezi vědou a náboženstvím. Byl profesorem filozofie na Coloradské státní univerzitě. V roce 2003 byl vyznamenán Templetonovou cenou.